# Hugo Maradona
Hugo Hernán Maradona (Lanús, 9 maggio 1969 – Monte di Procida, 28 dicembre 2021) è stato un calciatore e allenatore di calcio argentino, di ruolo centrocampista.

## Carriera

### Giocatore

#### Club
Fratello di Diego e Raúl (detto Lalo), giocò in diversi campionati, tra cui Giappone, Italia, Spagna, Austria e Argentina. Nel 1987 fu acquistato su pressione del fratello Diego dal Napoli, che lo girò subito in prestito all'Ascoli, allora militante in Serie A. Giocò con la squadra marchigiana 13 partite senza segnare reti e venne ceduto alla fine della stagione al Rayo Vallecano in Spagna. Nel 1989 fu acquistato dal Rapid Vienna e dopo quest'esperienza tornò in Sud America, in Uruguay. Giocò anche in J-League (campionato giapponese) dal 1994 al 1998.

#### Nazionale
Nel 1987 disputò con l'Argentina under 16 il mondiale di categoria giocato in Cina.

### Dopo il ritiro
Dopo il ritiro si stabilì a Napoli, dove diresse una scuola di calcio, la Mariano Keller. Nella stagione 2004-2005 allenò il P.R. Islanders. In seguito si mise ad allenare il Boys Quarto, prima ancora di diventare direttore tecnico e allenatore nel 2012 della Mariano Keller. Nel 2018 allenò il Real Parete, compagine che militava in Terza Categoria.

### Morte
È morto la mattina del 28 dicembre 2021 nella sua casa di Monte di Procida, a causa di un arresto cardiaco, all'età di 52 anni.